# Antifaschistisches Komitee Freies Deutschland

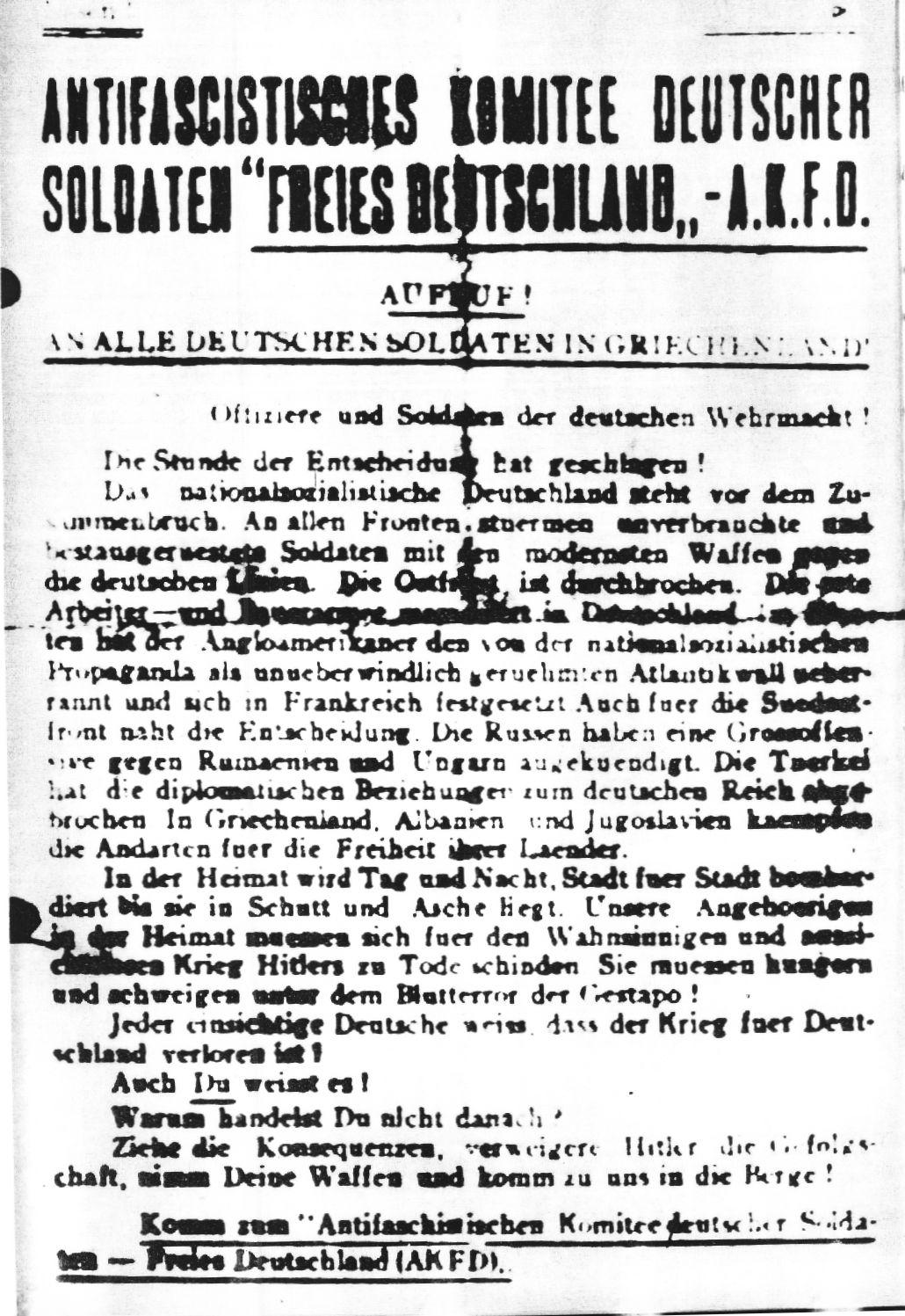
AKFD-Aufruf vom 10. August 1944

Das Antifaschistische Komitee Freies Deutschland (AKFD) war eine auf dem Balkan tätige Organisation ehemaliger deutscher Wehrmachtsoldaten nach dem Vorbild des NKFD und bestand von August bis Dezember 1944.

## Vorgeschichte
Aus der Wehrmacht desertierte oder kriegsgefangene deutsche Soldaten kämpften bereits seit längerem, und besonders seit Sommer 1943 (als vermehrt Einheiten der Strafdivision 999 nach Griechenland verlegt wurden und überliefen) in vereinzelten Gruppen bei der griechischen Volksbefreiungsarmee ELAS gegen die deutschen und italienischen Besatzungstruppen und die mit ihnen kollaborierenden griechischen Milizen. Sie wurden dabei unmittelbar in ELAS-Verbänden aufgenommen und waren nicht in besonderen eigenständigen deutschen Partisaneneinheiten organisiert.
Bald kam es im Zuge der vom Zentralkomitee der KPD initiierten Bewegung Freies Deutschland jedoch in Griechenland zu Planungen zur Gründung eines Komitees nach Vorbild und Anregung des NKFD, wie auch bei mit der Résistance sympathisierenden deutschen Soldaten, Kriegsgefangenen, Überläufern und Emigranten an der Westfront („Bewegung Freies Deutschland für den Westen“, offiziell Comité „Allemagne libre“ pour l'Ouest (CALPO)). Namentlich durch den seit Anfang 1944 direkt am ELAS-Hauptquartier in Kastania (Gemeinde Kalambaka) tätigen, vor der Liquidierung durch die SS wegen Verwicklung mit der Weißen Rose und Kontakten zum Kreisauer Kreis geflohenen Falk Harnack und den ebenfalls aus einem Strafbataillon 999 desertierten und vermutlich bereits 1943 im Lager Heuberg durch Hans Hauschulz instruierten Jungkommunisten Gerhard Reinhardt wurde im April 1944 ein deutschsprachiger Aufruf zur Gründung des Antifaschistischen Komitees Freies Deutschland (AKFD) in der EAM-Zeitung Eleftheri Ellada veröffentlicht. Wegen Kampfeinsätzen der deutschen Antifaschisten im Partisanenkrieg, auch gegen griechisch-nationalistische EDES-Einheiten, wurde die Gründung des AKFD jedoch vorerst verschoben.
Nach vorangegangenen Untergrundaktivitäten innerhalb der Wehrmacht (Heinz Steyer) gründeten auf Anregung von Werner Illmer einige frühere deutsche Widerständler der Strafdivision 999 (u. a. Paul Gässner, Ludwig Haase, Reinhold Hüttner, Erich Schultz, Richard Wagner, Fritz Klapper) anlässlich des Putschversuchs des 20. Juli 1944 unabhängig von den Planungen am ELAS-Hauptquartier den Verband deutscher Antifaschisten auf dem Peloponnes in Tropea, dem Sitz der etwa 6000 Mann starken 3. ELAS-Division.
Gleichfalls Ende Juli 1944 kam es in Kastania nach Gesprächen mit einer sowjetischen Militärmission zu einem Treffen zwischen dem ELAS-Oberkommando und Falk Harnack sowie Gerhard Reinhardt. An dem Treffen nahmen auch der Befehlshaber der ELAS, Stefanos Sarafis, der juristische Berater der ELAS, Konstantinos Despotopoulos, und der Kulturminister Petros Kokkalis teil.

## Offizielle Gründung des AKFD
Die Konstituierung erfolgte am 10. August 1944, gleichzeitig mit einem in mehreren Zeitungen veröffentlichten „Aufruf an alle deutschen Soldaten in Griechenland“, aktiv in den Kampf gegen Hitlers Wehrmacht einzutreten. Per Telegramm wurde das AKFD durch die Leitung des NKFD in Moskau anerkannt. Ab Ende August wurden zudem regelmäßig Sendungen des NKFD aus Moskau im ELAS-Hauptquartier gehört.

## Gliederung des AKFD
An der Spitze des AKFD stand der Zentralausschuss, bestehend aus dem politischen Leiter, Falk Harnack, dem für Organisationsfragen zuständigen Gerhard Reinhardt sowie weiteren Mitgliedern (Willi Schrade, Paul Fritz, Erich Klose, Hans Schüller, Franz Oberweger, Wilhelm Hansen, Robert Hermann, Rudolf Schiller u. a.), meist Überläufer aus dem XXI. Festungs-Infanterie-Bataillon der Strafdivision 999, die später Kommandanten der zu rekrutierenden Hundertschaften wurden. Diese sollten aus den bereits verstreut bei der ELAS kämpfenden deutschen Soldaten aufgestellt werden sowie durch mit Propaganda dazugewonnenen Kriegsgefangenen und Überläufern der Wehrmacht weiter verstärkt werden. Eine Hundertschaft sollte dabei jeweils einem ELAS-Verband (Regiment bzw. Division) zugeordnet sein, und in Gruppen zu 30 Mann, diese wiederum zu Zellen je 10 Mann gegliedert werden.

## Anwerbung und Aufstellungen der Hundertschaften
Ab 14. August brachen vom ELAS-Hauptquartier drei Instrukteure (beim Aufbruch porträtiert vom griechischen Künstler Dimitris Megalidis) in verschiedene geographische Einsatzgebiete auf und organisierten unter anderem folgende AKFD-Einheiten:
- Falk Harnack alias „Ikarus“ zog durchs mittlere Bergland und zur Westküste[1] in Richtung Albanien:
  - Hundertschaft Rumeli unmittelbar am ELAS-Hauptquartier
  - Hundertschaft Agrinion mit 21 Mann, Kommandant und politischer Leiter Kurt Lohberger (ehem. XXI. Bat. 999) beim 34. und 42. ELAS-Regiment
  - Harnack konnte den Hauptmann Otto Emersleben (später Physikprofessor an der Universität Greifswald) als politisch-humanistischen Erzieher bei Kriegsgefangenen gewinnen

- Gerhard Reinhardt zog nach Nordosten über Volos in Richtung Thessaloniki und blieb bei der 13. ELAS-Division.
  - Hundertschaft Volos mit 51 Mann, dann bis Oktober 1944 ca. 90 Mann, Kommando Willi Schrade (ehem. XXI. Bat. 999) beim 54. ELAS-Regiment.
  - Hundertschaft Larisa mit 38 Mann, Kommando Erich Klose (ehem. XXI. Bat. 999)
  - Hundertschaft Saloniki mit etwa 30 Mann, (ehem. 999er und sonstige Überläufer) seit Sept./Okt. 1944 bei der 11. ELAS-Division; ehem. „Deutsches Antifaschistisches Komitee Mazedoniens ‚Freies Deutschland‘“

- Kurt Adam sollte zum Peloponnes nach Tropea zur 3. ELAS-Division reisen, um den Ende August 1944 ca. 60 Mann starken Verband deutscher Antifaschisten auf dem Peloponnes einzugliedern. Laut Falk Harnack sei Kurt Adam jedoch auf seiner Reise zu britischen Einheiten übergelaufen.

## Wirkung und Verbleib
Das AKFD optimierte zwar die Kooperation mit ELAS-Verbänden, aber fasste bei weitem nicht sämtliche deutschen Kämpfer in der ELAS in selbstverwalteten deutschen Einheiten zusammen. Viele Überläufer blieben in den ELAS-Einheiten, zu welchen sie zuerst übergelaufen waren. Eine Gruppe des AKFD wirkte in der XIII. ELAS-Division. Zur II. ELAS-Division gehörten etwa vierzig, zur III. ELAS-Division mindestens fünfzig Deutsche. Durch mehrere Flugblattaktionen (u. a. 22. August 1944), Klebezettelaktionen und Aufrufe bewirkte der AKFD jedoch eine Aufweichung der Moral der Wehrmachtseinheiten. Da mit den ELAS-Partisanen kämpfende Deutsche bei Gefangennahme seitens der Wehrmacht sofort zu erschießen waren, veranlasste die ELAS-Führung schließlich, die Deutschen aus den direkten Kampfhandlungen mit der Wehrmacht fernzuhalten. Bis zum Oktober 1944 war Griechenland weitgehend von der Besatzung durch die Achsenmächte befreit. Nun wurden deutsche Kämpfer des AKFD von der ELAS auch im beginnenden griechischen Bürgerkrieg gegen britische Truppen und die mit ihnen verbündeten anderen Milizen, wie dem EDES, eingesetzt. Die AKFD-Einheiten teilten das tragische Schicksal der ELAS bis zur Vertreibung durch die britische Armee. So schloss sich zum Beispiel Kurt Lohberger bereits im Herbst 1944 albanischen Partisanen an.
Bald gab es auch keine zentrale Führung des AKFD mehr. Beinahe alle Mitglieder des ehemaligen Zentralausschusses waren im Dezember 1944 in Xasia bei Athen durch Vertreter der KP Griechenlands verabschiedet worden und traten mitsamt diversen AKFD-Einheiten im Januar 1945 auf albanisches, jugoslawisches und bulgarisches Territorium über.
Während des Marsches nach Jugoslawien gewährten ELAS und EAM-Behörden aber noch Verpflegung und Unterkunft. Viele Mitstreiter des AKFD kämpften nun in der jugoslawischen Volksbefreiungsarmee unter Tito, in deren Reihen etwa 200 bis 350 Deutsche standen. Im Mai 1945 wurden alle ehemaligen Angehörigen der Strafbataillone 999 aus den Partisaneneinheiten abgezogen, und zur Demobilisierung gesammelt nach Belgrad transportiert. Hier trafen einige Mitglieder aus den verschiedenen Einheiten erstmals nach langer Zeit wieder auf den Leiter des AKFD, Falk Harnack. Zum Teil wurden jedoch AKFD-Mitglieder, trotz ihrer ELAS-Ausweise, in Jugoslawien in Kriegsgefangenenlager gebracht und unter Bagatellbeschuldigung als „Meuterer“ erschossen. Unter diesen waren die Antifaschisten und ehemaligen Angehörigen des XXI. Bataillons 999 Alfred Büchle, Erich Davideit, Adalbert Dörnchen, Paul Grünfeld, Alfred Möbius sowie der Kommandant der AKFD-Hundertschaft Larisa, Erich Klose, und viele andere. Andererseits wurden AKFD-Mitglieder und deutsche Mitstreiter der Tito-Partisanen in einem Sonderlager bei Belgrad gesammelt und von der Lagerleitung in handschriftlichen Listen erfasst, die wahrscheinlich vom AKFD-Leiter Falk Harnack selbst erstellt wurden. Dieser konnte am 9. August 1945 Wien erreichen und über Linz, Salzburg, München, Nürnberg bis 17. August zu seinem Heimatort Neckargemünd reisen.